# Epic Mickey : Le Retour des héros
 (octobre 2019).
Si vous disposez d'ouvrages ou d'articles de référence ou si vous connaissez des sites web de qualité traitant du thème abordé ici, merci de compléter l'article en donnant les références utiles à sa vérifiabilité et en les liant à la section « Notes et références ».
Epic Mickey : Le Retour des héros (Epic Mickey 2: The Power of Two) est un jeu vidéo de type plates-formes - aventure développé par Junction Point Studios et édité par Disney Interactive sur Wii, Wii U, PlayStation 3, PlayStation Vita, PC et Xbox 360 en novembre 2012.
Parallèlement, une version exclusive à la Nintendo 3DS, du fait de son format portable, a été développée par DreamRift. Elle s'intitule Epic Mickey: Power of Illusion.
Il est la suite du titre sorti en 2010 sur Wii : Epic Mickey.

## Synopsis
Le Savant fou est de retour à Wasteland et dit vouloir se racheter. Mickey et Oswald vont devoir s'allier pour découvrir la vérité. Mais qui est l'auteur des séismes qui ravagent le Monde de la désolation ?

## Bande son
Toutes les musiques ont été composées par James Michael Dooley.

## Voix françaises
- Laurent Pasquier : Mickey Mouse
- Serge Faliu : Oswald le lapin chanceux
- Gabriel Le Doze : Gus
- Benoit Allemane : Yen Sid
- Gilles Morvan : Le Savant Fou
- Sylvain Caruso : Donald Animatronique
- Michel Paulin : Abe
- Alain Dorval : Pat Hibulaire
- Emmanuel Curtil : Dingo Animatronique
- Sybille Tureau :   Daisy Animatronique